# Van Cliburn International Piano Competition
De Van Cliburn International Piano Competition werd voor het eerst gehouden in 1962 in Fort Worth, Texas. De wedstrijd werd georganiseerd door leraren uit de regio Fort Worth ter ere van Van Cliburn, die de eerste was die het Internationaal Tsjaikovski-concours in Moskou won (1958) met onder andere het eerste pianoconcert van Tsjaikovski. De Van Cliburn Competition wordt elke vier jaar gehouden. De winnaar ontvangt een substantieel prijzenbedrag en een concerttour in wereldberoemde steden met muziekstukken naar eigen keuze. Deze wedstrijd is weleens "de meest prestigieuze muziekwedstrijd ter wereld" genoemd, naast de voornoemde Tsjaikovskicompetitie en de Belgische Koningin Elisabethwedstrijd. Van de zeventien winnaars in de periode 1962-2017 hebben er twee, de Roemeen Radu Lupu (1966) en de Braziliaanse Cristina Ortiz (1969), het tot blijvende wereldroem gebracht, evenals de Duitser Christian Zacharias (tweede prijs in 1973) en de Ier Barry Douglas (derde prijs in 1985).     

## Winnaars
- 2017 Yekwon Sunwoo
- 2013 Vadym Kholodenko
- 2009 Nobuyuki Tsujii en Haochen Zhang (onbeslist)
- 2005 Alexander Kobrin
- 2001 Stanislav Ioudenitch en Olga Kern (onbeslist)
- 1997 Jon Nakamatsu
- 1993 Simone Pedroni
- 1989 Alexei Sultanov
- 1985 Jose Feghali
- 1981 Andre-Michel Schub
- 1977 Steven DeGroote
- 1973 Vladimir Viardo
- 1969 Cristina Ortiz
- 1966 Radu Lupu
- 1962 Ralph Votapek